# Text Services Framework
Text Services Framework (TSF)は、Microsoft WindowsのインプットメソッドAPIであるInput Method Manager (IMM32) の後継となる汎用テキスト入力フレームワークである。Windows XP Service Pack 1以降で標準搭載されているほか、それ以前のWindowsでもOffice XPの導入に伴ってインストールされる。あるいはTSF単独のインストールも可能である。TSFはキーボード入力だけでなく手書き文字認識や音声認識にも対応し、多言語入力、スペルチェック、その他の自然言語処理をサポートする。Windows 8においてはIMMのAPIを用いて作成されたインプットメソッドはストアアプリに利用できずにシステムによってブロックされるため、TSFによる開発が必須となっている
TSFに対応する入力エンジンはTIP (Text Input Processor) と呼ばれる。現在入手できるTIPにはMicrosoft IME、ATOK、Google 日本語入力、Social IME、WinAnthy、skkimeなどがある。